# Гірка (село)
Гі́рка (крим. Ğirka) — село в Україні, у Бахчисарайському районі Автономної Республіки Крим. Підпорядковане Плодівській сільській раді. Розташоване на півночі району.
Село Гірка є колишньою закритою військовою частиною. Після закриття цієї частини в селі не залишилося жилих будинків, у селі ніхто не живе, але воно досі не зняте з обліку.